# Тетраферибіотити
Тетраферибіотити (рос. тетраферрибиотиты, англ. tetraferribiotites, нім. Tetra-Ferri-Biotite m pl) – мінерали, біотити із зворотною схемою абсорбції і зниженим вмістом у тетраедрах алюмінію, який замістився тривалентним залізом. 
Різновид – монрепіт (слюда з ґраніту рапаківі, що містить FeO – 23,39%; Fe2O3 – 15,41%. 
Знайдені в породах родовищ Кривого Рогу (О.М.Римська-Корсакова, Є.П.Соколова, 1964), родовища Монрепо (Фінляндія).